# Дача Кшесинской
Дача Кшесинской, также известная как дача Твалчрелидзе и Золотой замок, — здание в Кисловодске, Ставропольский край, Россия. Расположено в районе Ребровой балки, по адресу пр. Ленина, д. 13 / ул. С. Перовской, д. 4-6. Является объектом культурного наследия регионального значения.
Здание называют дачей Кшесинской, хотя Матильда Кшесинская жила в Кисловодске в другом месте.

## Описание
Трёхэтажное жёлто-кирпичное здание в стиле модерн, имеющее мощные башни и внешне похожее на замок. Построено на высоком цоколе, имеет мезонины и мансарды. Находится на широкой террасе, которая имеет подпорные стены и балюстраду с лестницами. Здание ассиметрично и состоит из помещений разных объёмов с разной формой окон и крыш. Главный фасад находится с южной стороны.

## История
Дача была построена около 1905 года по проекту Э. Б. Ходжаева для героя русско-турецкой войны 1877—1878 годов Т. В. Астахова. Позднее она перешла к его зятю А. И. Твалчрелидзе, а в 1915 году была продана хозяину Еланского конного завода Н. В. Лежнёву.
В советское время дача была национализирована, в её здании разместился корпус санатория «Красный шахтёр» (позднее — санаторий «Горняк»). В середине 1990-х годов её купил владелец фармацевтической компании В. А. Брынцалов. К 1999 году она была отреставрирована мастерской А. Р. Арустамяна.

## Галерея

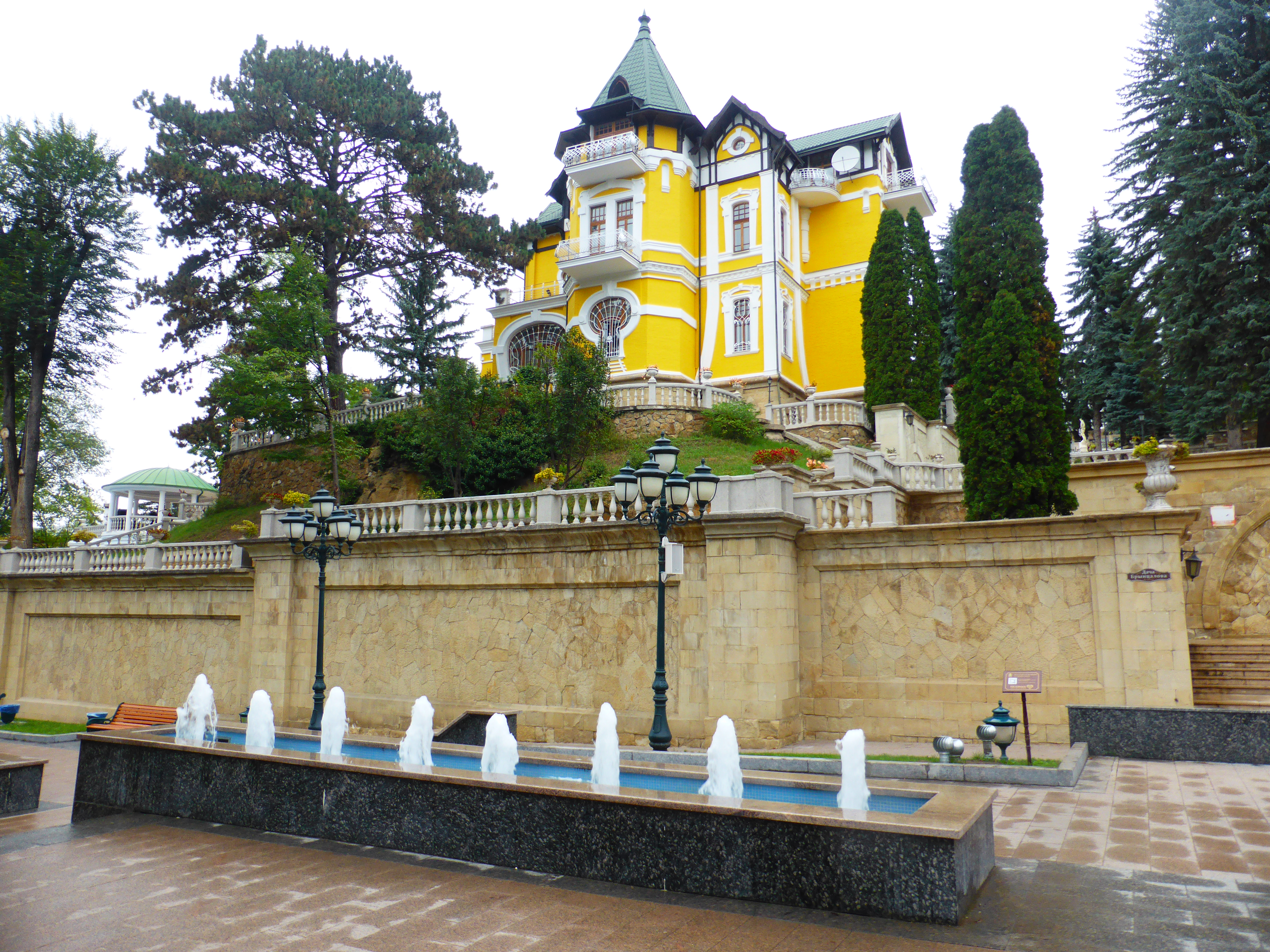
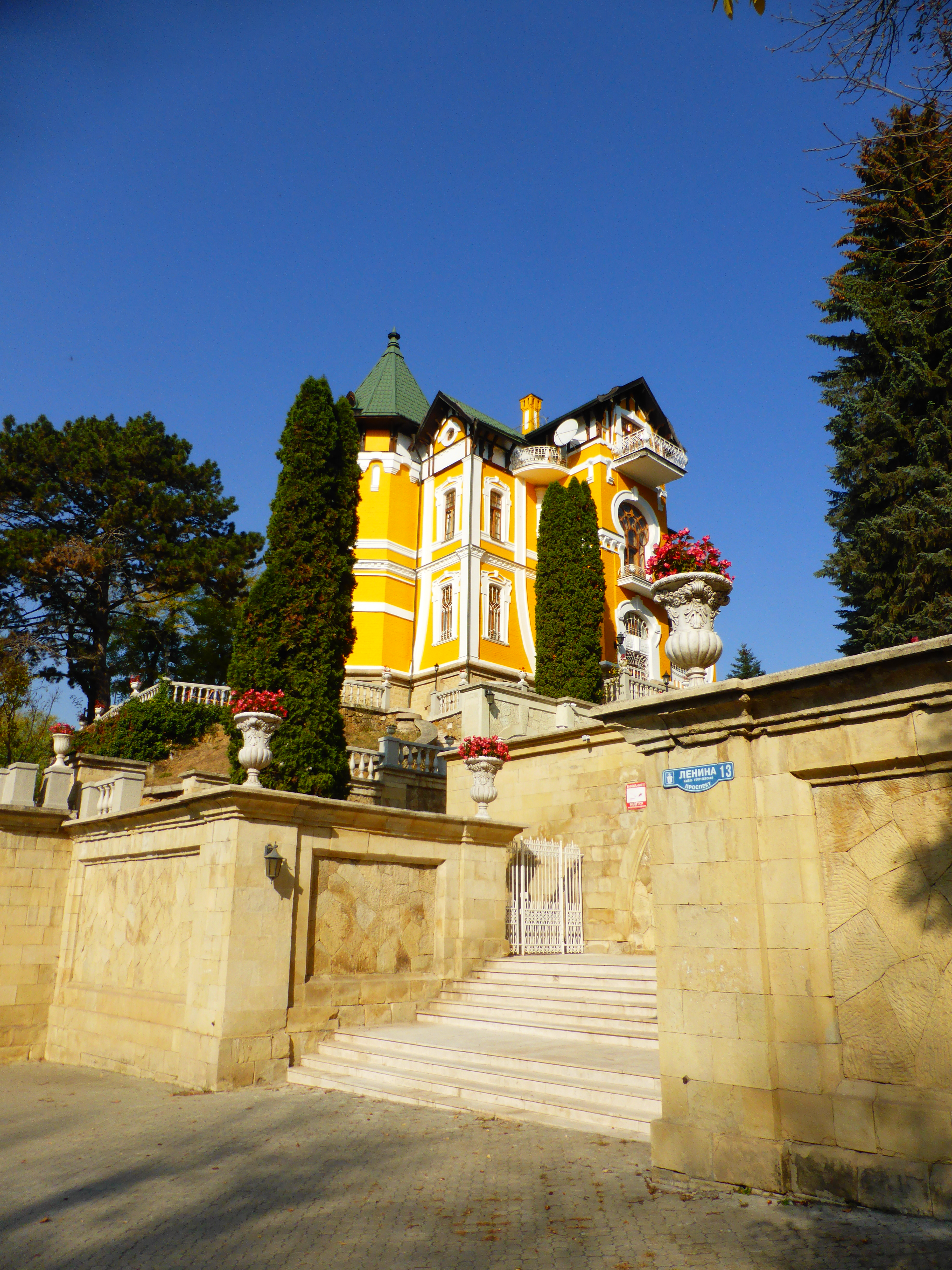
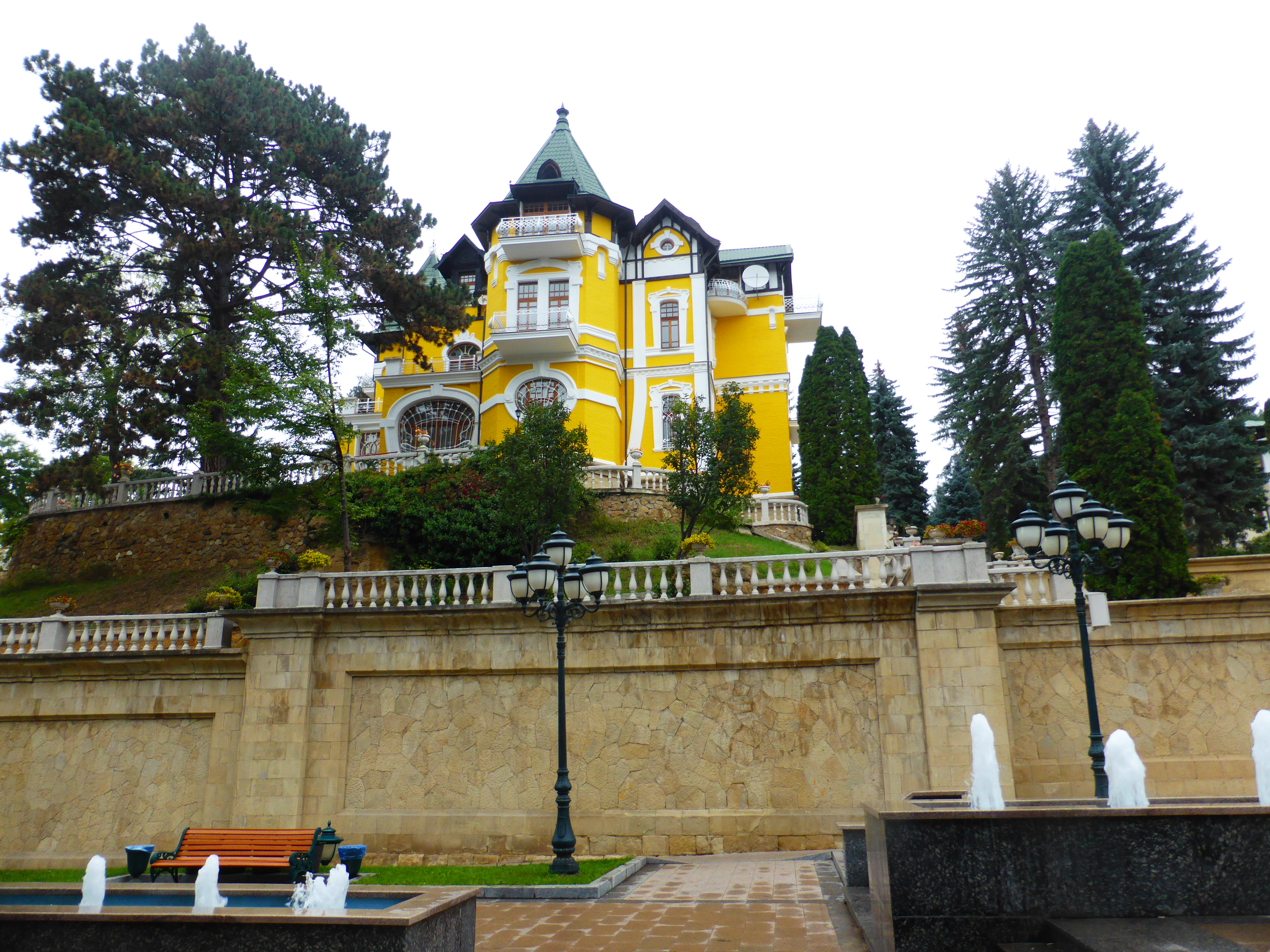
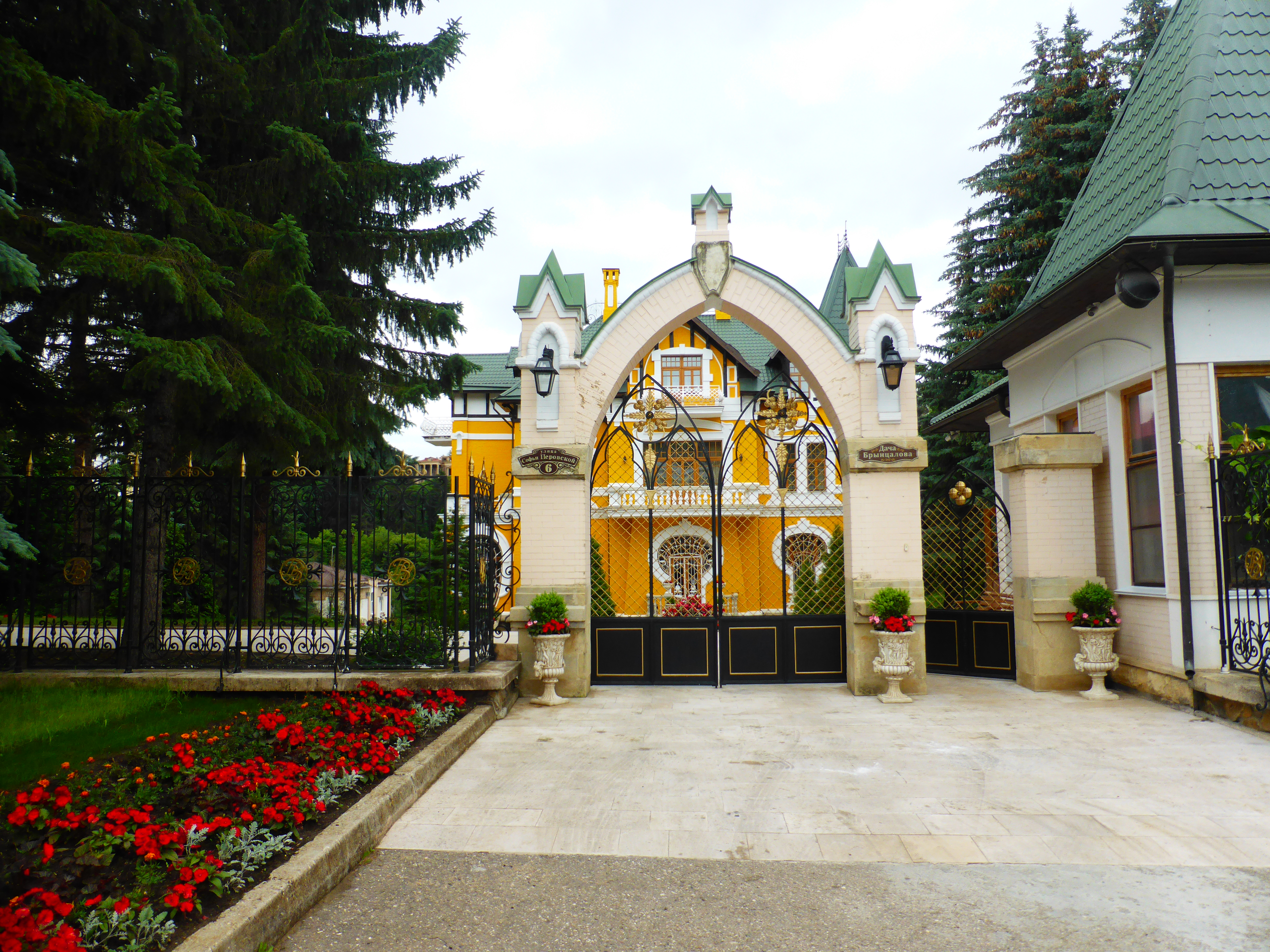
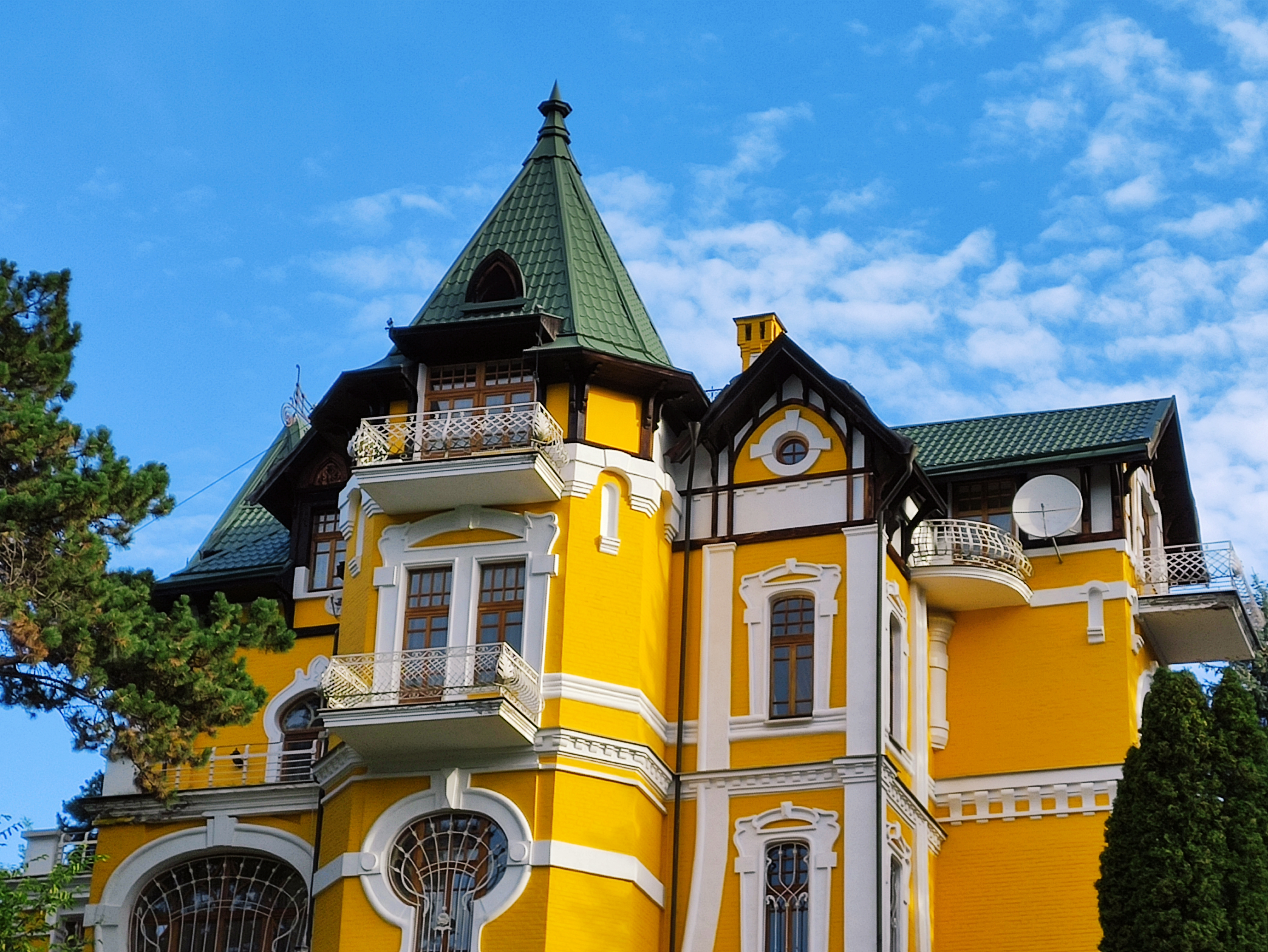